# Friedrich Engel (matematiker)
Friedrich Engel, född den 26 december 1861, död den 29 september 1941, var en tysk matematiker.
Engel var professor i Leipzig från 1889, i Greifswald från 1904 och i Giessen från 1913 till 1930. Han var elev till Sophus Lie och sedan dennes medarbetare. 
Engel förde i sina arbeten Lies teorier vidare. Han blev hedersdoktor vid universitetet i Oslo 1929. Tillsammans med Poul Heegaard utgav han 1922–1937 Lies samlade verk.